# Wayne Hildred
Wayne Hildred (New Plymouth, 12 settembre 1955) è un ex ciclista su strada e pistard australiano.
Professionista dal 1978 al 1990, vinse due titoli nazionali in linea.

## Palmarès

### Strada
- 1978 (individuale, due vittorie)

Melbourne-Bendigo
Midlands Tour
- 1979 (Maryborough-Farleigh Cycles, una vittoria)

8ª tappa Herald Sun Tour
- 1982 (Clemenso-Mavic, due vittorie)

Campionati australiani, Prova in linea
7ª tappa Herald Sun Tour
- 1983 (Action, tre vittorie)

5ª tappa, 2ª semitappa Griffin 1000 West
Classifica generale Tour of Tasmania
16ª tappa Herald Sun Tour
- 1986 (Rare Spares, una vittoria)

Campionati australiani, Prova in linea

#### Altri successi
- 1979 (Farleigh Cycles)

Criterium di Camperdown
- 1980 (Boule d'Or)

Criterium di Richmond
- 1986 (Rare Spares)

Criterium di Hastings

### Pista
- 1981

Sei giorni di Launceston (con Paul Medhurst)

## Piazzamenti

### Classiche monumento
- Giro delle Fiandre

1982: 51º
- Liegi-Bastogne-Liegi

1982: 41º

### Competizioni mondiali
- Campionati del mondo su strada

Praga 1981 - In linea: 50º
Goodwood 1982 - In linea: 54º
Villaco 1987 - In linea: ritirato